# Mariana Rey Monteiro
Mariana Dolores Rey Colaço Robles Monteiro DmSE • GOSE (Santos-o-Velho, Lisboa, 28 de Dezembro de 1922 — Lisboa, 20 de Outubro de 2010) foi uma actriz portuguesa.

## Biografia
Nascida na freguesia de Santos-o-Velho, em Lisboa, no ano de 1922, e batizada na freguesia da Lapa, os seus pais foram duas figuras centrais do teatro português: Felisberto Robles Monteiro (1889—1958), ator, encenador e empresário teatral; e Amélia Rey Colaço (1898—1990), grande actriz e também encenadora; ambos fundadores da Companhia Rey Colaço - Robles Monteiro, que durou mais de 40 anos, permanecendo como a companhia de teatro mais duradoura da Europa.
Em 1946 inicia a sua carreira artística com a peça "Antígona", de Sófocles, num Arranjo do Dr. Júlio Dantas, no Teatro Nacional D. Maria II, integrando a companhia teatral dirigida pelos pais, a Companhia Rey Colaço-Robles Monteiro.
Outras das suas peças preferidas foram "As Divinas Palavras" (Valle Inclán), "Um Eléctrico Chamado Desejo" (Tenessee Williams), "O Diálogo das Carmelitas" (Bernanos) e "Equilíbrio Instável" (Eduard Albee).
Em 1962 recebeu o Óscar da Imprensa pela sua participação no filme Um dia de vida de Augusto Fraga.
Na televisão, tornou-se conhecida do grande público com a novela Vila Faia (1982), a série "Gente fina é outra coisa" e a novela Origens (1983). 
Em 1984 faz a sua última aparição em palco na peça "Filhos de um Deus Menor" com encenação de João Perry.
Entrou também em Chuva na Areia (1984), Cinzas (1992), Verão Quente (1993), Roseira Brava (1995) e Vidas de Sal (1996).
A sua versátil voz que, usava com uma cadência, timbre e sonoridade inconfundíveis, marcaram-na positivamente ao longo de toda a sua carreira. Versátil também era como actriz, qualquer papel se lhe encaixava bem.
A 27 de Setembro de 1947, casou na Capela de São Mamede, em Janas, freguesia de São Martinho, em Sintra, com o arquitecto Emílio Gomes Lino (São Mamede, Lisboa, 8 de Junho de 1916 — Santos-o-Velho, Lisboa, 3 de Março de 1958), meio-irmão de Raul Lino, filho de José Lino da Silva, natural de Lisboa (freguesia da Pena), e de Emília Gomes Lino, natural da freguesia e concelho de Oliveira do Hospital. Os padrinhos de casamento foram os pais de Mariana, Robles Monteiro e Amélia Rey Colaço, e o meio-irmão e a cunhada de Emílio, o arquiteto Raul Lino e Alda Decker dos Santos Lino. Deste casamento nasceram três filhos: Manuel Caetano (n. 1948), Francisco Alexandre (n. 1949) e Maria Rita (n. 1952). Era avó da actriz Mónica Garnel (n. 1974).
A 3 de Agosto de 1983 foi feita Dama da Ordem Militar de Sant'Iago da Espada, tendo sido elevada a Grande-Oficial da mesma Ordem a 8 de Junho de 1996.
Mariana Rey Monteiro faleceu com 87 anos no dia 20 de Outubro de 2010, em casa, em Lisboa, de causas naturais, durante o sono.

## Televisão
- Vila Faia - 'Efigenia Augusta Lorena Marques Vila' RTP 1982
- Gente Fina É Outra Coisa - 'Emília' RTP 1982
- Origens - 'Ofélia' RTP 1983
- Chuva na Areia - 'Helena Fontes' RTP 1984
- Cinzas - 'Maria Antónia' RTP 1992/1993
- Verão Quente - 'Margareth Gordon' RTP 1993
- Roseira Brava - 'Rita Navarro' RTP 1995
- Vidas de Sal - 'Eugénia Reis' RTP 1996/1997

## Teatro
- Antígona, de Sófocles, na Companhia Rey Colaço-Robles Monteiro (1946)
- As Divinas Palavras, (Valle Inclán)
- Um Eléctrico Chamado Desejo, (Tenessee Williams)
- O Diálogo das Carmelitas, (Bernanos)
- Filumena Marturano, (Eduardo De Filippo)
- Equilíbrio Instável, (Eduard Albee)
- Hedda Gabler, (Henrik Ibsen)
- Filhos de um Deus Menor (1984) - Teatro da Trindade

...